# IC 2602
IC 2602（Caldwell 102、Melotte 102）は、りゅうこつ座の散開星団である。南天のプレアデスとしても知られている。1751年南アフリカでニコラ・ルイ・ド・ラカーユによって発見された。地球から479光年離れており、肉眼で見ることができる。この星団全体の視等級は1.9で、おうし座のプレアデス星団の70%の明るさである。星団は約60の星で含んでいる。りゅうこつ座θ星は、星団の中で最も明るい3等星（視等級+2.74）である。星団内の他の星は5等星以下である。プレアデス星団のように、この星団は広がって見えるため（約50分）、大きい双眼鏡や広角の接眼レンズを用いた望遠鏡で観察しやすい。この星団は、散開星団IC 2391と同じ年齢だと推定されている。（lithium depletion boundaryにより5000万歳とされている）。